# King Drive (Metro de Chicago)
King Drive es una estación en la línea Verde del Metro de Chicago. La estación se encuentra localizada en 400 East 63rd Street en Chicago, Illinois. La estación King Drive fue inaugurada el 23 de abril de 1893.  La Autoridad de Tránsito de Chicago es la encargada por el mantenimiento y administración de la estación. Esta estación solamente opera en un solo sentido hacia Cottage Grove.

## Descripción
La estación King Drive cuenta con 2 plataformas laterales y 2 vías. 

## Conexiones
La estación es abastecida por las siguientes conexiones: 
- Rutas del CTA Buses: #3 King Drive #N4 Cottage Grove (nocturno) #63 63rd St (nocturno)